# Challenger de Sarasota 2016
El torneo Sarasota Open 2016 es un torneo profesional de tenis. Pertenece al ATP Challenger Series 2016. Se disputará su 8.ª edición sobre superficie Tierra batida (verde), en Sarasota, Estados Unidos entre el 9 de abril y el 17 de abril de 2016.

## Jugadores participantes del cuadro de individuales
| Favorito | País                      | Jugador              | Rank1 | Posición en el torneo |
| -------- | ------------------------- | -------------------- | ----- | --------------------- |
| 1        | Bandera de Estados Unidos | Denis Kudla          | 59    | Primera ronda         |
| 2        | Bandera de Argentina      | Diego Schwartzman    | 88    | Segunda ronda         |
| 3        | Bandera de Austria        | Gerald Melzer        | 117   | FINAL                 |
| 4        | Bandera de Georgia        | Nikoloz Basilashvili | 121   | Retiro                |
| 5        | Bandera de Estados Unidos | Tim Smyczek          | 125   | Primera ronda         |
| 6        | Bandera de Estados Unidos | Bjorn Fratangelo     | 131   | Semifinales           |
| 7        | Bandera de Argentina      | Facundo Argüello     | 139   | Retiro                |
| 8        | Bandera de Estados Unidos | Jared Donaldson      | 142   | Primera ronda         |

- 1 Se ha tomado en cuenta el ranking del 11 de abril de 2016.

### Otros participantes
Los siguientes jugadores recibieron una invitación (wild card), por lo tanto ingresan directamente al cuadro principal (WC):
- Dmitri Tursúnov
- Connor Smith
- Sekou Bangoura
- Ernesto Escobedo

Los siguientes jugadores ingresan al cuadro principal tras disputar el cuadro clasificatorio (Q):
- Emilio Gómez
- Peter Nagy
- Tomas Lipovsek Puches
- José Hernández

## Campeones

### Individual Masculino
Mischa Zverev derrotó en la final a  Gerald Melzer, 6–4, 7–6

### Dobles Masculino
Facundo Argüello /  Nicolás Kicker derrotaron en la final a  Marcelo Arévalo  /  Sergio Galdós, 4–6, 6–4, [10–6]